# Djibo
Djibo este un oraș din provincia Soum, Burkina Faso.